# Baodunkulturen
Baodunkulturen (宝墩文化; Bǎodūn wénhuà) var en sen neolitisk jordbrukskultur i området på och kring Chengduplatån i Sichuanbäckenet i Kina. Kulturen är daterad till 2700 till 1750 f.Kr. och fyller upp den kulturella luckan mellan neolitisk tid och Xiadynastin.
Fynden från Baodunkulturen innehåller de tidigaste fynden som visar på jordbruk av ris och kolvhirs i sydvästra Kina och kulturen har spelat en betydande roll för spridandet av odlat ris och hirs till sydvästra Kina. Sannolikt spred sig riskulturen till Chengduplatån från övre och mellersta Yangtzefloden. Kulturen etablerades utan några tydliga förfäder, och lämningar efter äldre jägarkultrer saknas. Kulturens ursprung är omdiskuterat. och är uppdelad i fyra delvis överlappande faser.
Baodunkulteren föregicks av Guiyuanqiaokulturen (3100–2700 f.Kr.), var samtida med Longshankulturen och följdes av Sanxingdui.

## Arkeologiska lokaler
Kulturen kännetecknas av ett kluster av större muromslutna städer, och mer än tio arkeologiska lokaler från Baodunkulturen har hittats på Chengduplatån. Förutom stadsmurarna kännetecknas den kulturella samhörigheten mellan de olika fyndplatserna av keramikobjektens utförande och typen av jordbruksrelatertade byggnader med lerputs.

### Baodun

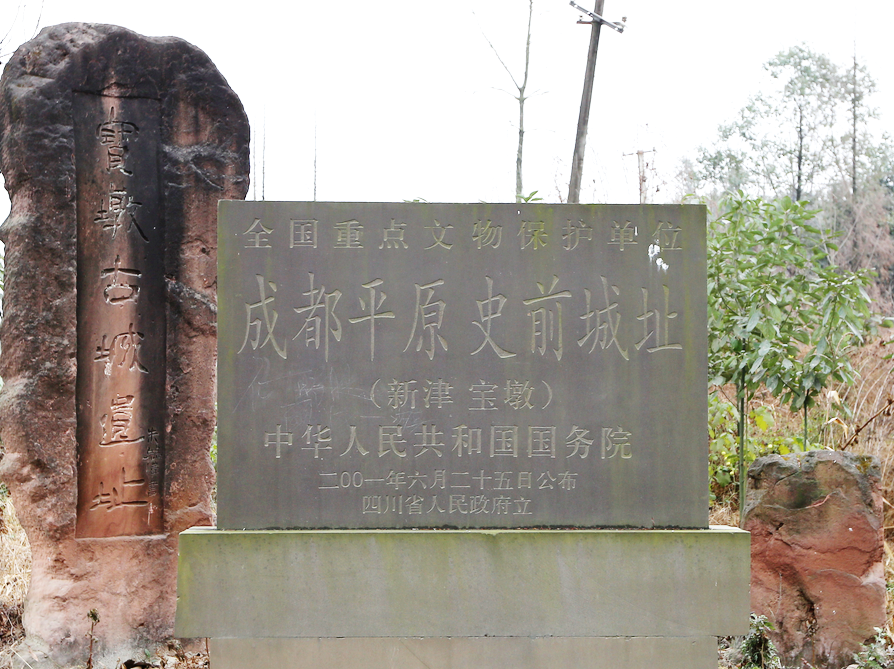
Fyndplatsen Baodun i häraden Xinjin som get Baodunkulturen sitt namn.

Culturen har fått sitt namn efter fynden i häradet Xinjin som hittades 1950.
Fyndigheterna vid Baodun är omgiven av en nära på kvadratisk jordmur som omsluter 66 hektar.
2009 hittades ytterligare en yttre mur som omsluter totalt nära 220 hektar vilket gör Baodun till en av de största muromslutna städerna i Östasien vid den tiden.
Det är oklart om området mellan den yttre och inre muren använts för bostäder eller för jordbruk.
Vid Baodun finns bland annat två rektangulära lerputshus och fem karakteristiska schaktgravar.
Fynden vid Baodun är daterade till kulturens första och andra fas.

### Mangcheng
Mangcheng, som ligger i Dujiangyan, grundades under Baoduns andra fas och omges av dubbla stadsmurar. Den yttre muren omsluter 10.5 hektar och den inre omsluter 7.2 hektar. Delar av murarna är fortfarande en till två meter höga.
Fyndplatsen inkluderar en av de bäst bevarade lerputshusen från kinesisk neolitikum som består av två rum med dörr emellan

### Gucheng
Gucheng finns i Pi härad och grundades i tredje fasen av Baodunkulturen.
Baodunkulturens bäst bevarade stadsmur finns i Gucheng och omsluter 30.4 hektar. Ett tiotal rektangulära husgrunder, varav några av lerputs, har hittats. I centrum av staden finns en större grund (50 x 11 m) av kullersten som sannolikt hade en rituell funktion.

### Yufucun
Yufucun finns vid Minfloden i Wenjiangdistriktet. Yufucun är daterad till Baoduns tredje fas. Stadens stadsmur är dåligt bevarad och bara fragment har hittats vid utgrävningsplatsen. Murens exakta tidigare dragning är oklar men omslöt ett område på mellan 25 och 40 hektar. 14 husgrunder och fyra gravar är utgrävda i staden. Husen har dels varit byggda av träväggar med lerputs medan andra har en stengrund utan spår efter trästrukturer.

### Gaoshan
I Dayi härad finns lämningar av staden Gaoshan där 89 gravar från Baodunkulturen hittats. Fynden representerar den första fasen i Baodunkulturen. Vid Gaoshan har även hittas mycket välbevarad keramik och stenverktyg. Vid Gaoshan finns även fynd från en fas som är äldre än Baodun.

## Kopplingar till Sanxingdui

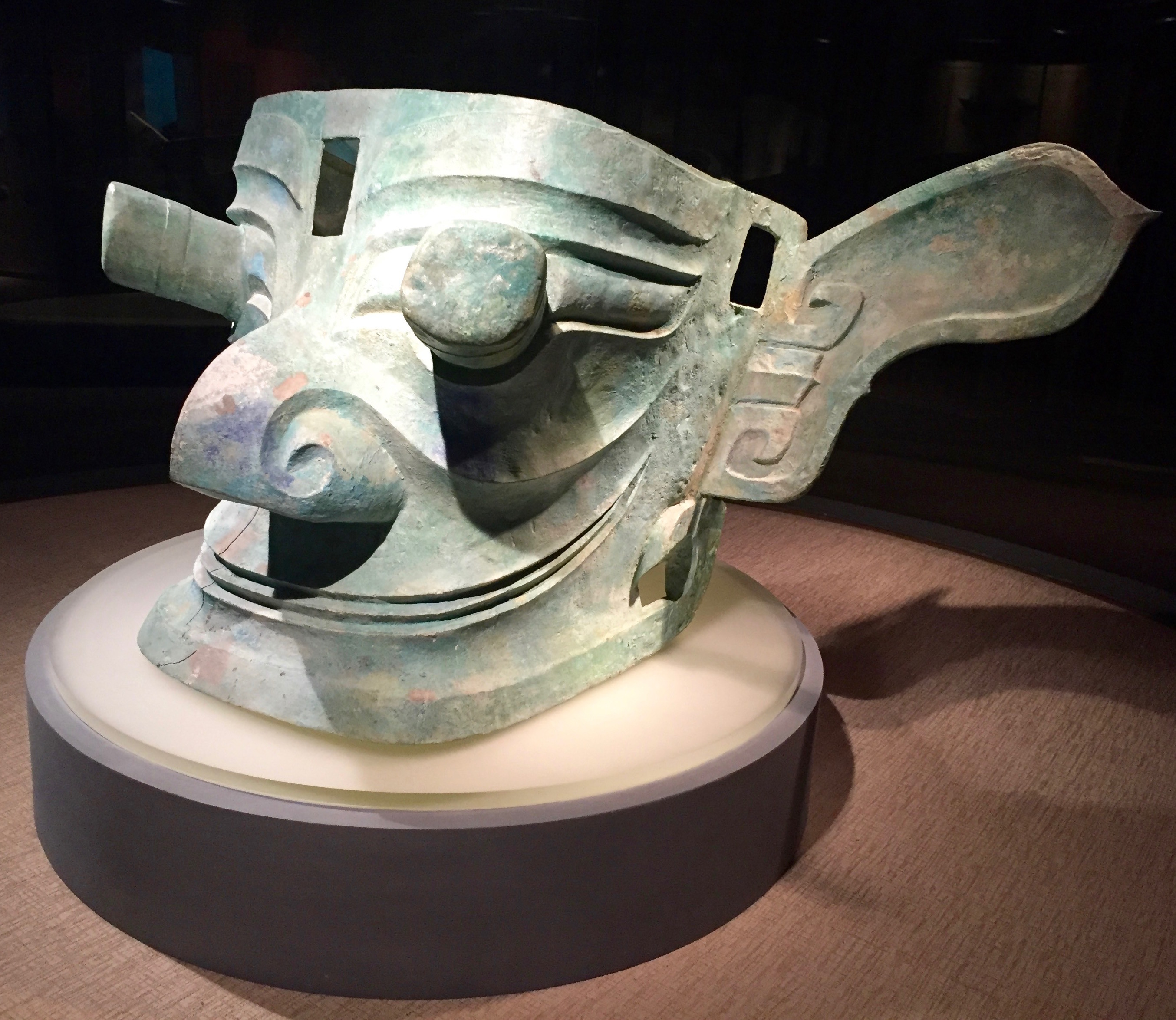
En bronsmask från Sanxingdui.

Sanxingduikulturen i Guanghan var på uppgång när Baodunkulturen var på nergång kring 1750 f.Kr. och de äldsta fyndigheterna vid Sanxingdui är samtida med Baodun. Det finns betydande lämningar från Baodun vid Sanxingdui, men det råder oklarheter kring vilken relation de båda kulturerna har haft. Sannolikt tillhörde den första fasen av Sanxingdui Baodunkulturen. Baodunkulturen är viktig del i forskningen kring ursprunget för Sanxingduikulturen, och arkitekturen vid Sanxingdui följer traditionerna från Baodun.